# 聖城大學
聖城大學（阿拉伯语：جامعة القدس）是巴勒斯坦阿拉伯人創辦的一所大學。主校區位於約旦河西岸阿布迪斯，其他校區位於比雷赫、希伯崙及耶路撒冷。
聖城大學曾與美國布蘭戴斯大學有過合作關係。該合作於2013年結束。

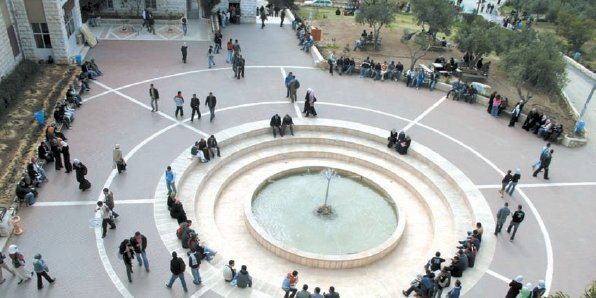
聖城大學科學技術學院

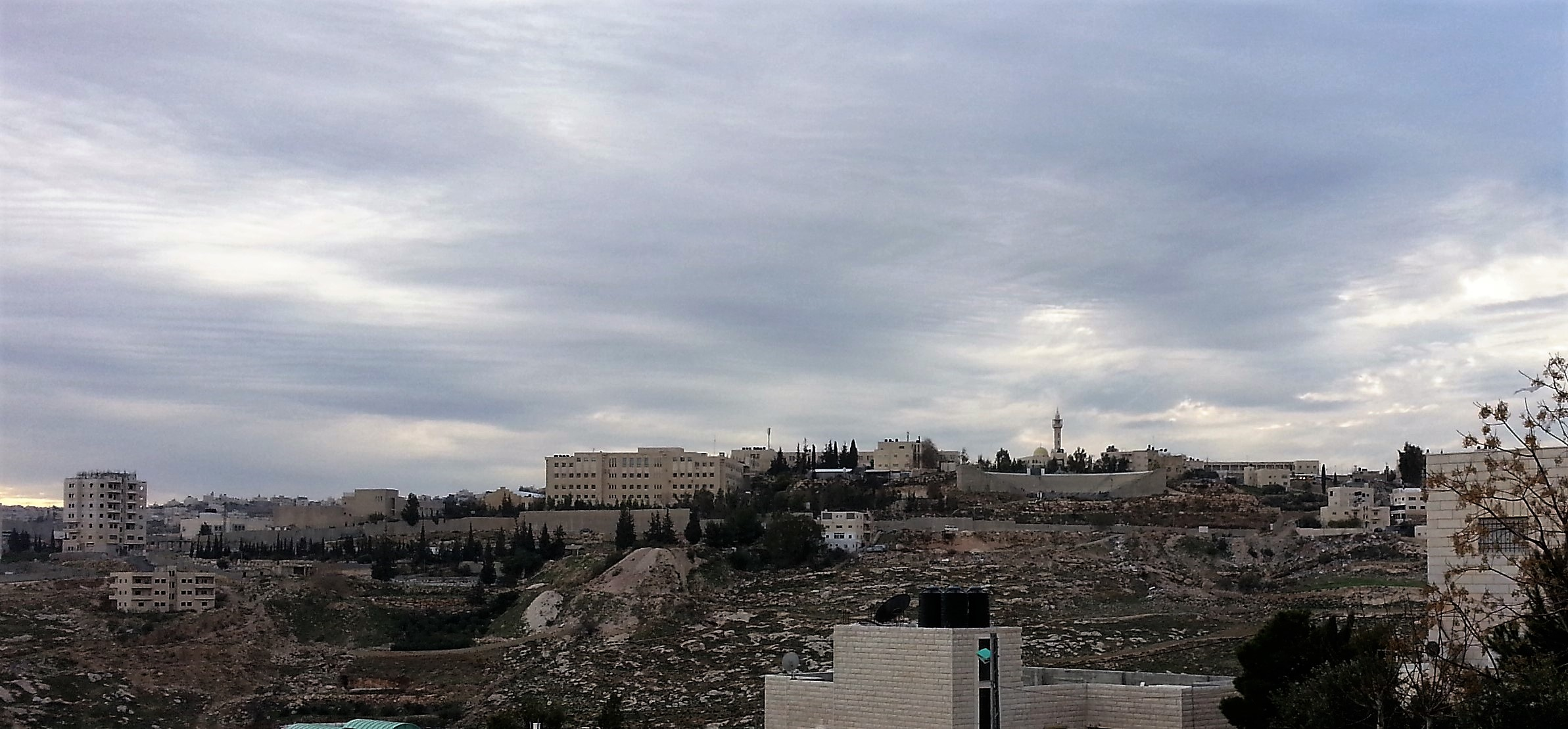
東望聖城大學

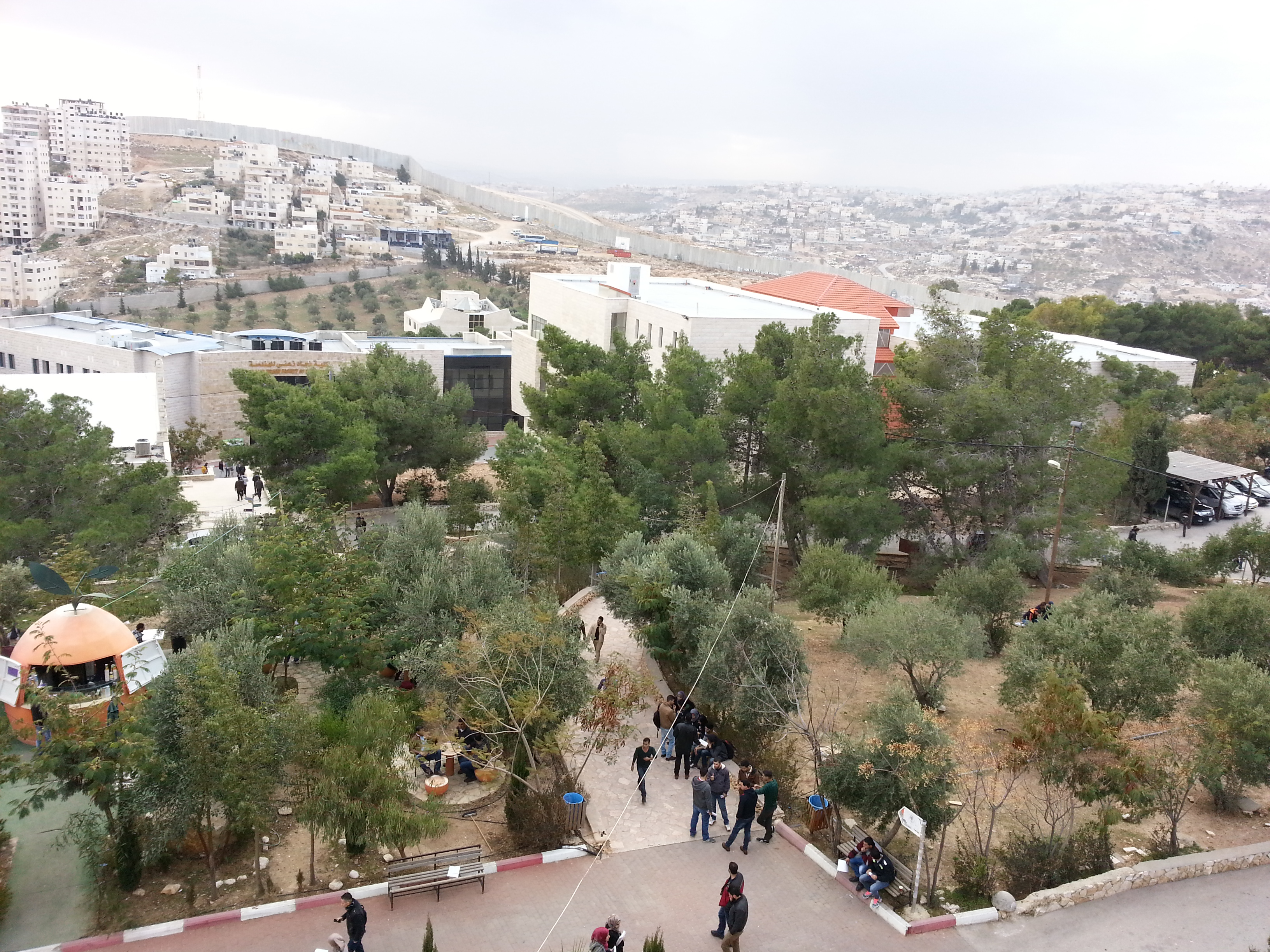
聖城大學阿布迪斯校区，攝於2013年

## 外部連結
- 官方网站 （英語）
- Official website （页面存档备份，存于） （阿拉伯語）
- IT Center （页面存档备份，存于）
- E-Class （页面存档备份，存于）

31°45′21.27″N 35°15′40.97″E / 31.7559083°N 35.2613806°E